# Handzame
Handzame is een dorp in de Belgische provincie West-Vlaanderen. Het is een deelgemeente van Kortemark. Handzame  was een zelfstandige gemeente tot aan de gemeentelijke herindeling van 1977. In het noorden van de deelgemeente ligt het dorp Edewalle.

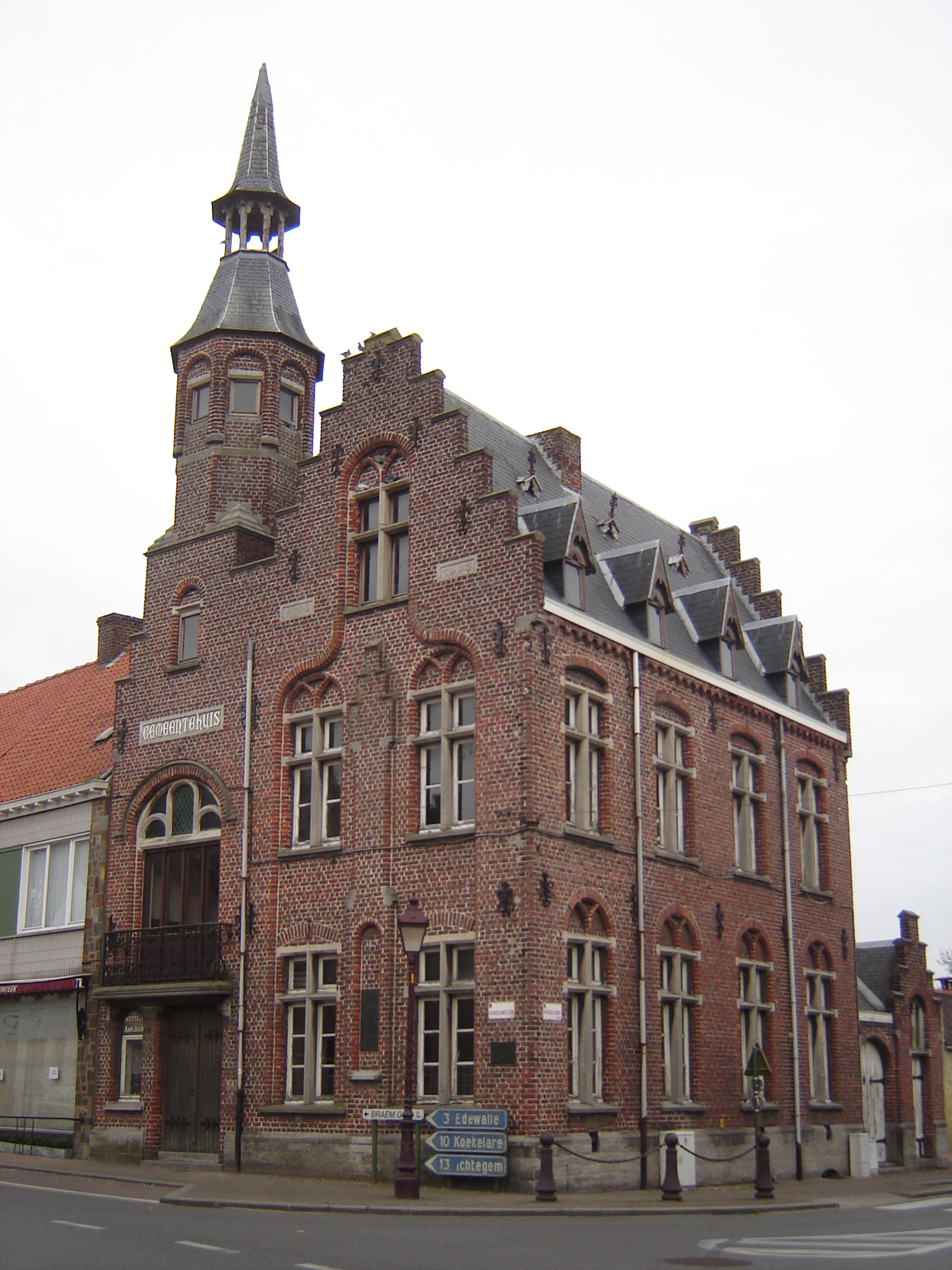
Voormalige gemeentehuis

## Geschiedenis

### Oorsprong
Rond 1085 wordt "Hansam" voor de eerste keer officieel vermeld in de geschiedenis. Er zijn twee mogelijke verklaringen van de dorpsnaam:
- Een legende vertelt dat de naam komt van "handen samen". Twee kasteelheren, Kroonevoorde en Watervliet, sloten vrede en noemden de plaats waar hun kastelen stonden Handzame.
- Een andere mogelijkheid is dat de naam een Germaanse oorsprong heeft. De plaatsnaam zou ‘landtong midden een overstromingsgebied’ betekenen. Op deze landtong zou een nederzetting gesticht zijn van waaruit handel over het water gedreven werd.[1]

### Jachthaven
Hoewel de kustlijn zich steeds verder wegtrok, bleef Handzame nog lange tijd een niet onbelangrijke (jacht)haven. Het Vlaamse laken en opium werden onder andere via Handzame naar de Torhoutse jaarmarkt verscheept. Tot eind 19e eeuw voeren er elke maandag bootjes van en naar de Diksmuidse Botermarkt.

### Spoorweg
Vanaf 1858 maakt het station van Handzame deel uit van de private spoorlijn Lichtervelde-Veurne. De eerste twee jaar bestaat het stationsgebouw enkel uit een houten barak, in 1860 wordt een volwaardig stationsgebouw gebouwd. In 1878 wordt de lijn opgekocht door de Belgische staat (zie ook Geschiedenis van de Belgische spoorwegen). Zestien jaar later wordt een nieuw stationsgebouw gebouwd, met postkantoor en vanaf 1906 ook een telefooncentrale. Vanaf 1965 fungeerde het station niet meer als stopplaats voor goederentreinen; passagierstreinen stopten er nog tot 1981. Sinds de sluiting is het dichtstbijzijnde station dat van Kortemark.

### Eerste Wereldoorlog
Tijdens de Duitse inval in 1914 werd burgemeester Hipoliet Ampe in zijn woning gedood. Omdat Handzame op een tiental kilometer ligt van Diksmuide en over een spoorverbinding beschikt, was dit strategisch gezien een interessante plaats voor de Duitse bezetter. In Handzame werd er onder andere een vliegveld aangelegd met drie startbanen door de eenheid “Flieger Abteilung 19”. Van hieruit vertrokken vooral bommenwerpers en verkenningsvliegtuigen voor lange afstanden. Tijdens de terugtrekking van de Duitse troepen werd de kerktoren van Handzame gedynamiteerd.

### Fusie
In 1977 fusioneerde toenmalige gemeente Handzame met Kortemark en Zarren-Werken ten gevolge van een administratieve hervorming onder regering Tindemans II. Het aantal autonome gemeenten werd door deze maatregel gereduceerd van 2359 tot 596.

## Demografische ontwikkeling
- Bronnen:NIS, Opm:1831 tot en met 1970=volkstellingen; 1976 = inwoneraantal op 31 december

## Bezienswaardigheden

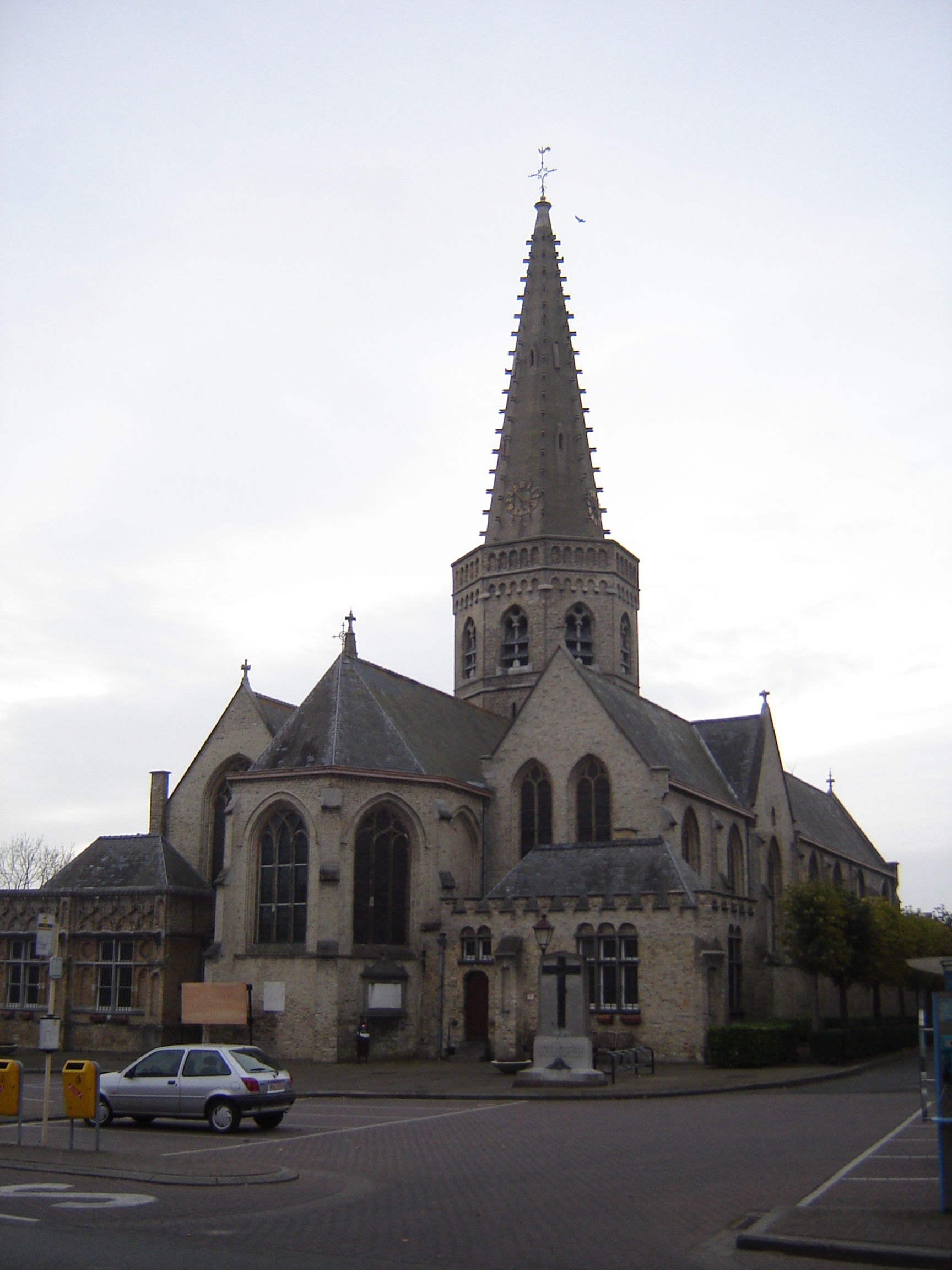
Sint-Adrianuskerk

- De driebeukige gotische Sint-Adrianuskerk werd in 1887 vergroot. In 1918 werd de kerktoren door de Duitse troepen vernield tijdens de terugtrekking. In de jaren 20 werd de kerk heropgebouwd.[4] Tijdens de heropbouw werden enkele elementen van de neogotiek geïntroduceerd.[6] De zuilen en bogen werden geaccentueerd, gewelven werden verhoogd. De achthoekige gemetste toren bevindt zich midden op de kruising van de kerk (Vieringtoren). Vanop de toren heeft men zicht op de nabijgelegen dorpen.

- Het voormalige gemeentehuis in neogotische stijl werd in 1903 gebouwd door architect T. Nolf. Ook dit gebouw werd zwaar beschadigd tijdens de Eerste Wereldoorlog en terug opgebouwd begin jaren 20 onder leiding van dezelfde architect. In 1977 verdween de administratieve functie van het gebouw ten gevolge van de fusie met Kortemark, Werken en Zarren.[7] Het gebouw fungeert nu als gezinswoning.

- De vroegere Gildezaal werd in 1850 opgericht ten behoeve van de noodlijdenden. In 1880, gedurende de beruchte schoolstrijd, werd een gedeelte als meisjesschool gebruikt. Rond 1900 sloot de school haar deuren wegens een tekort aan leerlingen. Een deel van het gebouw deed daarna een tijdje dienst als cachot. Een zware ijzeren deur getuigde nog lang van die periode. In 1911 werd de zaal omgetoverd door de toen plaatselijk pastoor Fraeys tot een toneel- en feestzaal. Na de Eerste Wereldoorlog moest de Gildezaal dienstdoen als noodkerk. De zaal deed daarna nog vaak dienst als plaats voor allerlei evenementen, maar begon langzaam te vervallen. In 2006 werd beslist om de oude zaal af te breken en een nieuw gebouw te zetten op hetzelfde terrein.[8]

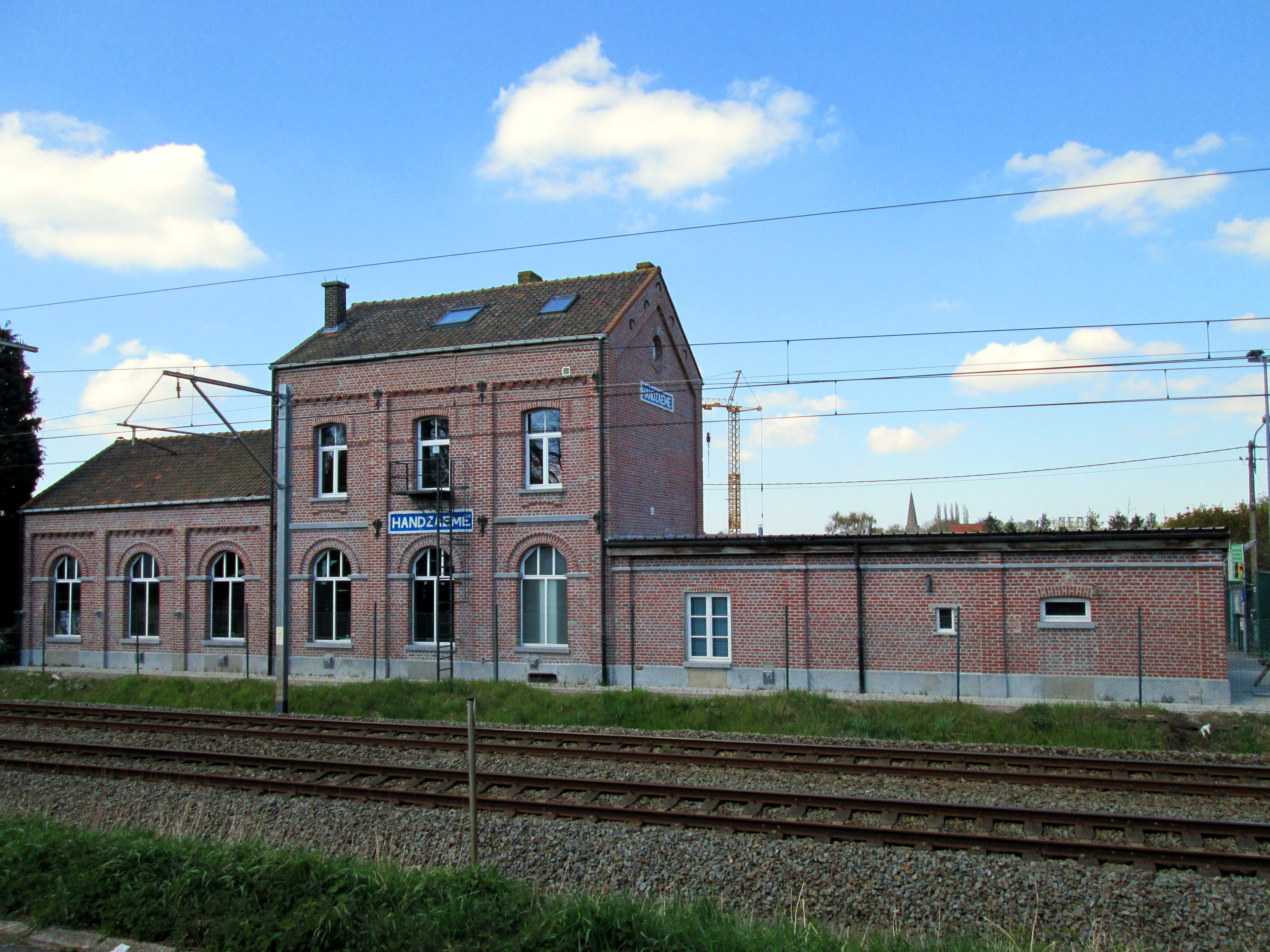
Oud stationsgebouw Handzame

- Een historisch gebouw dat wél gerestaureerd werd, is het oude stationsgebouw in de Kronevoordestraat. Het stationsgebouw werd opgericht in 1894 en sloot in 1981,[2] waarna het enkele jaren leeg stond. In 1985 kocht gemeente Kortemark het stationsgebouw op en kreeg het een nieuwe bestemming als lokaal van de plaatselijke jongenschiro (sinds 1996 gemengd). Eind 2011 - begin 2012 kreeg het gebouw aan zowel de binnenkant als de buitenkant een flinke opknapbeurt.[9] De gevel werd onder handen genomen, er werden nieuwe ramen en verwarming geïnstalleerd en alle lokalen werden voorzien van een likje verf. In september 2012 was er een officiële (her)opening.

- Tabaksfabriek Nº 253 aan de Kronevoordestraat. Deze werd door Cyriel Vandenberghe rond 1900 opgericht. Nu is er bij de fabriek een museum over de fabriek opgericht.

- Hoeve Watervliet is een historisch waardevol gebouw. Het bevindt zich aan het eind van een doodlopende uitloper van de Kronevoordestraat. Het woonhuis en de schuur bevinden zich in de Broeken, het graasland- en overstromingsgebied dat dwars door het gebied van Handzame gaat (aan weerszijden van de Handzamevaart).

## Natuur en landschap

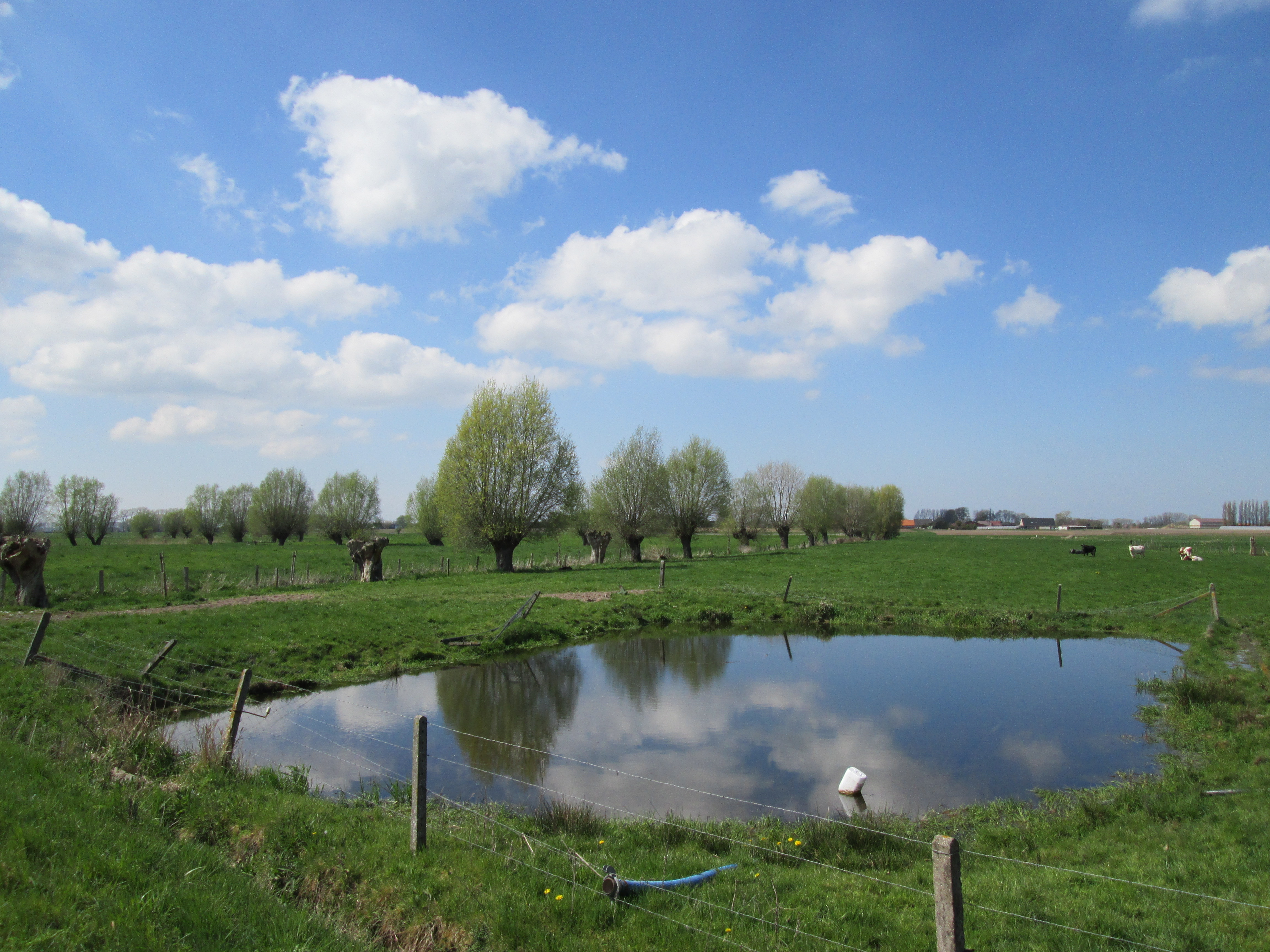
Zicht op vijver in de Handzaamse broeken.

De kom van Handzame bevindt zich in het noorden van de Handzamevallei, of zo als de volksmond het zegt (de broeken) een uitloper van de IJzervallei. De Handzamevaart loopt direct ten zuiden van de dorpskom. Het gebied rond deze beek bestaat vooral uit weilanden die kunnen overstromen (broeken). Omdat er tal van watervogels voorkomen, wordt dit gebied beschermd als Europees vogelrichtlijngebied. Ten noorden van de Handzamevallei bevindt zich Zandig Vlaanderen, terwijl ten zuiden van deze vallei Zandlemig Vlaanderen begint. In het zuiden loopt de hoogte op tot 25 meter, terwijl zich ten noorden van Edewalle een uitloper van het Plateau van Wijnendale bevindt met een hoogte tot 44 meter.

## Evenementen
- Het Handzame Blues Festival was op Peer na het grootste bluesfestival van België. In 2001 werd het stopgezet. Het afnemende toeschouwersaantal was de hoofdoorzaak.
- Halverwege de zomervakantie vond jaarlijks het festival Handzame Mid-Summer plaats in het dorpscentrum, met vooral populaire Vlaamse pop- en rockartiesten. Ook dit is stopgezet.
- Sedert 2002 organiseert men het Irie Vibes Roots Festival[11].
- In 1995 werd het Delirium Blues Festival voor het eerst gehouden. Via een omweg langs Lichtervelde ging het festival door te Beveren (Roeselare). In 2018 hield het festival na 23 edities op te bestaan.
- Jaarlijks gaat er een wielerwedstrijd door; de Handzame Classic.[12] Ook die is stopgezet.
- Begin september wordt de jaarlijkse kermis georganiseerd; met onder meer de avondmarkt (eerste avond van de kermisweek) met standjes van plaatselijke verenigingen en een rommelmarkt, de kermisattracties op het Gildeplein. Op donderdag is er de traditionele Bietenstoet te Handzame.

## Bekende inwoners
Geboren of woonachtig:
- Adiel Debeuckelaere (1888-1979), politicus
- Frank Geleyn (1960-2023), kinder- en jeugdboekenschrijver
- Brecht Dejaeghere (1991), voetballer

## Nabijgelegen kernen
Kortemark, Edewalle, Werken, Zarren, De Geite